# Буйяхьяуи, Нуреддин
Нурредин Буйяхьяуи (араб. 
نور الدين البويحياوي‎; род. 7 января 1955, Кенитра, Марокко) — марокканский футболист, нападающий.

## Карьера

### Клубная карьера
Во взрослом футболе дебютировал в 1971 году в клубе «Кенитра», за который выступал на протяжении всей своей восемнадцатилетней карьеры.

### Карьера в сборной
С 1979 года выступал за национальную сборную Марокко, в составе которой был на чемпионате мира 1986 года в Мексике и Кубке африканских наций 1986 года.
В 1984 году в составе олимпийской сборной участвовал в футбольном турнире на летних Олимпийских играх. В составе этой команды принял участие в 3 матчах.
Всего в составе сборной принял участие в 48 матчах, не забив ни одного гола.